# Långtjärnen (Åsele socken, Lappland, 712216-156237)
Långtjärnen är en sjö i Åsele kommun i Lappland och ingår i Ångermanälvens huvudavrinningsområde.